# Listă de scriitori francezi de literatură fantastică
Aceasta este o listă de scriitori francezi de literatură fantastică în ordine alfabetică:

## A
- Raphaël Albert
- Marcel Allain
- François Angelier
- Madame d'Aulnoy
- Marcel Aymé

## B
- Samantha Bailly
- Martin Balmont
- Honoré de Balzac
- Pierre Barbet
- Jules Barbey d'Aurevilly
- Marcel Béalu
- Pierre Benoit
- Michel Bernanos
- Arthur Bernède
- Pierre Bordage
- Robert de Boron
- Édouard Brasey
- Serge Brussolo

## C
- Jacques Cazotte
- Blaise Cendrars
- Alexandre Chatrian
- Chrétien de Troyes
- Jean Cocteau
- Pierre Corneille

## D
- Alain Damasio
- Lise Deharme
- Charles Deslys
- Pierre Dubois
- Catherine Dufour
- Charles Duits
- Alexandre Dumas

## E
- Erckmann-Chatrian
- Émile Erckmann

## F
- Claude Farrère
- Mélanie Fazi
- Jean-Louis Fetjaine
- Paul Féval, père
- Gustave Flaubert
- Timothée de Fombelle
- Anatole France

## G
- Antoine Galland
- Théophile Gautier
- Jean Giraudoux
- Godefroi de Leigni
- Julien Gracq
- Guillaume de Lorris

## H
- Samar Hachem
- Anthelme Hauchecorne
- Nathalie Henneberg
- Léo Henry
- Romain d'Huissier
- Victor Hugo

## J
- Jean-Philippe Jaworski

## L
- Erik L'Homme
- Jane de La Vaudère
- André Launay
- Gaston Leroux
- Henri Lœvenbruck
- André de Lorde
- Jean Lorrain

## M
- Maurice Maeterlinck
- Chevalier de Mailly
- Jean-François Marmontel
- Sophie Masson
- Xavier Mauméjean
- Guy de Maupassant
- Prosper Mérimée
- Jean de Meun
- Henri Michaux

## N
- Charles Nodier

## P
- Michel Pagel
- Charles Perrault
- Pierre Pevel
- Pierre Alexis Ponson du Terrail

## Q
- Edgar Quinet

## R
- Maurice Renard
- Pierre de Ronsard
- J.-H. Rosny aîné
- André Ruellan

## S
- Jacques Sadoul
- Antoine de Saint-Exupéry
- Audrey Salles
- Simon Sanahujas
- Pierre Saviste
- Marcel Schwob
- Magali Ségura
- Thierry Serfaty
- Léa Silhol
- Valérie Simon
- Bernard Simonay
- Jacques Sternberg
- Ketty Steward
- Eugène Sue
- Marie Surgers
- Guillaume Suzanne
- Christia Sylf

## T
- Bénédicte Taffin
- Stéphane Tamaillon
- Vanessa Terral
- Élodie Tirel
- Adrien Tomas
- Gilles Thomas
- Roland Topor
- Simon Tyssot de Patot

## V
- Voltaire

## W
- Aurélie Wellenstein
- Erik Wietzel

## Vezi și
- Listă de scriitori francezi
- Listă de scriitori francezi de literatură științifico-fantastică
- Viitorul a început ieri